# Zalaszentmárton
Zalaszentmárton község Zala vármegyében, a Keszthelyi járásban, a Zalai-dombságban, a Zalaapáti-hát területén.

## Fekvése
Zalaszentmárton a Zalai-dombság keleti felén, a Zala folyótól nyugatra található. Zsáktelepülés, közúton csak az Esztergályhorváti-Pacsa közti 7526-os útból kiágazó 75 123-as számú bekötőúton érhető el. Autóbuszok Keszthellyel és Zalaegerszeggel kötik össze.

## Története
Zalaszentmárton első említése 1266-ból való mint a Hahót nemzetség tulajdona. A település nem fejlődött komolyabban a következő századokban, bár a 14. században új birtokosok is megjelentek. A törökök teljesen elpusztították, és csak lassan települt újra a 18. században, immár a kapornaki apát tulajdonaként.
Temploma 1860-ban épült. Iskolája is ekkortájtól működik. A 20. században is csendesen folyt tovább a falu élete, a mezőgazdasági kollektivizálás következtében, erős elvándorlás indult.
2010-től, a falufejlesztés  a turizmus irányába indult el. Megszűnt a munkanélküliség, a közbiztonság jó. 
2014-ben kiépült a települési szennyvíztisztító hálózat, és tisztítómű. Ezzel a település infrastruktúrája teljes lett.
A falu a Balaton Kiemelt Üdülőkörzet része, legnyugatibb települése. 
Fejlesztési lehetőségek: fürdőszálló, hotel, panziók, zarándokház, üdülőingatlanok létesítése.

## Közélete

### Polgármesterei
- 1990–1994: Vajdai Gyula (független)[3]
- 1994–1998: Vajdai Gyula (független)[4]
- 1998–1999: Vajdai Gyula (független)[5]
- 1999–2002: Tóth Istvánné Pál Emília (független)[6]
- 2002–2006: Tóth Istvánné (független)[7]
- 2006–2010: Tóth Istvánné (független)[8]
- 2010–2014: Dancs Szilveszter Zoltán (független)[9]
- 2014–2019: Dancs Szilveszter Zoltán (független)[10]
- 2019–2024: Fehér Martin (független)[11]
- 2024– : Fehér Martin (független)[1]

A településen 1999. június 6-án időközi polgármester-választást tartottak, aminek oka még tisztázást igényel, de az előző polgármester nem indult el rajta.

## Népesség
A település népességének változása:
| Lakosok száma | 65   | 62   | 56   | 53   | 58   | 56   | 57   |
|               | 2013 | 2014 | 2015 | 2021 | 2022 | 2023 | 2024 |

A 2011-es népszámlálás idején a nemzetiségi megoszlás a következő volt: magyar 94,9%, cigány 5,1%. A lakosok 67,2%-a római katolikusnak, 20,7% felekezeten kívülinek vallotta magát (6,9% nem nyilatkozott).
2022-ben a lakosság 98,3%-a vallotta magát magyarnak, 1,7% horvátnak, 15,5% egyéb, nem hazai nemzetiségűnek (1,7% nem nyilatkozott; a kettős identitások miatt a végösszeg nagyobb lehet 100%-nál). Vallásuk szerint 22,4% volt római katolikus, 8,6% felekezeten kívüli (69% nem válaszolt).

## Nevezetességei
- Szent Márton tiszteletére szentelt római katolikus temploma 1860-ban épült.

## Külső hivatkozások
- Zalaszentmárton a Via Sancti Martini honlapján

saját honlap: www.zalaszentmarton.hu